# NGC 2087
NGC 2087 je galaksija u zviježđu Slikarskom stalku.

## Vanjske poveznice
- SEDS: NGC 2087